# ITunes Originals – Alanis Morissette
iTunes Originals – Alanis Morissette – album Alanis Morissette z serii iTunes Originals, wydany 15 czerwca 2004 roku. Składa się on z piosenek artystki oraz jej komentarzy dotyczących dotychczasowej twórczości oraz życia prywatnego. Płyta jest wydawnictwem cyfrowym, dostępnym wyłącznie poprzez iTunes Store – nigdy nie była dostępna w sklepach.

## Lista utworów
1. „Introduction” – 1:42
2. „Thoughts About „You Oughta Know”” – 0:52
3. „You Oughta Know” – 4:09
4. „The Motivation Behind Writing „Everything”” – 2:37
5. „Everything” – 4:34
6. „How the Inspiration Behind „Everything” Is Similar to „Head over Feet”” – 0:46
7. „Head over Feet” – 4:20
8. „The Most Ironic Thing About „Ironic”” – 0:51
9. „Ironic” – 3:55
10. „How to Ruin Your Life in „Eight Easy Steps”” – 0:37
11. „Eight Easy Steps” – 2:50
12. „„Thank U” Is a Prayer” – 0:54
13. „Thank U” – 4:36
14. „Finding „Excuses”” – 0:45
15. „Excuses” – 3:56
16. „The Therapy Behind „Hands Clean”” – 0:55
17. „Hands Clean” – 4:44
18. „The Most Gratifying Moments for Me” – 0:48
19. „Utopia” – 4:58
20. „Why the Album Is Called „So-Called Chaos”” – 1:15
21. „Out Is Through” – 3:52